# Őrjárat az égen
Az Őrjárat az égen 1969-ben készült négyrészes fekete-fehér magyar filmsorozat, amely a Magyar Néphadsereg vadászrepülő-növendékeiről és oktatóiról szól. A filmsorozat a Honvédelmi Minisztérium hathatós támogatásával készült (annak megbízásából), a felvételek többsége a szolnoki katonai repülőtéren lett felvéve, több, akkor még hadrendben álló katonai repülőgép felhasználásával (pl. Li–2, L–29 Delfín, MiG–15bisz, MiG–19PM és MiG–21F–13). A sorozat katonai szakértője Pillér József alezredes volt. A sorozat főcímzenéjét A Jó, a Rossz és a Csúf Ennio Morricone által írt főcímzenéjéből adaptálták.

## Cselekmény
A sorozat az MHSZ egyik repülőszakosztályán kezdődik, ahol a szakosztály tagjai, köztük a főhősök közül néhányan, sikeres repülővizsgát tesznek, majd a vadászpilótának jelentkezők a nyári vakáció alatt a kecskeméti Repülőorvosi Intézetbe (ROVI) kapnak behívót. A pszichológusi és orvosi alkalmasságon megfeleltek a szolnoki Kilián György Repülő Műszaki Főiskolára nyernek felvételt. A mérnöknek készülő Dávid Gyula a nyáron megismerkedik a sportejtőernyőzéssel is, majd az első évfolyam elméleti záróvizsgáit jeles eredménnyel zárja. Egy tragédia után eláll a sportejtőernyőzéstől. A katonai ejtőernyős alapkiképzést sikeresen teljesítik (109-es Li–2).
A második részben a másodéves növendékek L–29 Delfíneken hajtják végre kiképző repüléseiket (osz.: 253, 368, 365, 371, 373, 379). Létai hadnagy az első a növendékek között, akinek engedélyezik az egyedülrepülést (253-as Delfinnel). Dávid az otthonról hozott pszichés terhei miatt nehezen tudja a rábízott gyakorlatokat végrehajtani, Varga őrnagy mégis kiáll mellette. Barna Tamás növendéket a kiképzés során alkalmatlanság miatt menesztik. Az oktatás végére a növendékraj felkészült a típusátképzésre és elvégezi a MiG–15-tel való kötelékrepülést (oldalszámok: 826, 809, 350, 060, 818; a gépek az 1968-as csehszlovák bevonuláskor felfestett vörös dupla törzsgyűrűvel festettek voltak). Hadnagyi rendfokozatot kaptak.
A harmadik részben a volt növendékek már főhadnagyi rendfokozatúak, elfoglalják első szolgálati helyüket és beosztásukat, új szolgálati lakásaikat. Először repülnek MiG–21F–13-assal éjszakai gyakorlaton és hajtanak végre bonyolult időjárási körülmények közötti éles elfogást (osz.: 817, 216, 909, 810) azonosítatlan célra (magyar MiG–19PM-re). Találkoznak régi tanárukkal, Beckkel is. Egy éjszakai repülést követően Juhász Péter a futópálya mellett gépével önkezűleg a földbe csapódott. Nejével való fokozódó problémáit csak így tudta levezetni. Létai Géza, noha tudott pilótatársa gondjairól, mégsem próbálta meg társa pszichés terhelését megosztani. Bajtársai utólag megtudják ezt.
A negyedik, utolsó és leghosszabb rész hírszerzőtalálkozóval nyit (a magyar 305-ös F–13-ast M20 kódnéven nevezik, az 1514-es PF-et pedig MX50-nek). A hajózók ebben a részben már századosok. A teljes rész egy kémtörténet szövevényes szálait bogozza. Hermann katonai kémelhárító és csapata a vadászpilóták közé beépült kémet akarja lefülelni. A nyomozás során Létaira terelődik a gyanú, akit egy közúti balesete után Beck megzsarol, ügynöknek beszervezi, az MX50-ről akar több információt megtudni. Létai lelepleződik, Hermann a felderítési akció végén letartóztatja. Dávidé lesz a megtiszteltetés, immár őrnagyként, hogy szolgálatra átvegye az MX50 altípust (MiG–21PF).

## Szereplők
- Huszti Péter (Létai Géza)
- Balázsovits Lajos (Dávid Gyula)
- Suka Sándor (Regős János, MHSZ repülőoktató)
- Almási Éva (Regős Kati)
- Tyll Attila (Polonyi alezredes)
- Avar István (Kocsis „Totyi” János őrnagy, rajparancsnok)
- Zenthe Ferenc (Varga István őrnagy, rajparancsnok)
- Kiss István (Juhász Péter)
- Gyöngyössy Kati (Juhászné Hédi)
- Benkő Péter (Pádár)
- Kertész Péter (Szilasi)
- Koltai Róbert (Barna Tamás)
- Végvári Tamás (Kállai István)
- Uri István (Gárdos)
- Tahi Tóth László (Géher)
- Somogyvári Rudolf (Sziráki Sándor alezredes)
- Tomanek Nándor (Beck Károly tanár úr)
- Zentay Ferenc (Bihari)
- Kállai Ferenc (Hermann alezredes, katonai kémelhárító)
- Bánffy György (civilruhás, Hermann összekötője)
- Sinkó László (Kunfai, Hermann munkatársa)
- Baracsi Ferenc (Roberts)
- Inke László (őszhajú)
- Csomós Mari (Rita)
- Madaras József (Vologya, az MX50 szovjet pilótàja)
- Győrffy György (Dávid Gyula édesapja)